# Алпајн (Тексас)
Алпајн (енгл. Alpine) град је у америчкој савезној држави Тексас. Налази се у округу Брустер, чије је седиште. По попису становништва из 2010. у њему је живело 5.905 становника.

## Демографија
Према попису становништва из 2010. у граду је живело 5.905 становника, што је 119 (2,1%) становника више него 2000. године.
| Група             | 2000.         | 2010.         |
| Белци             | 2.695 (46,6%) | 2.670 (45,2%) |
| Афроамериканци    | 77 (1,3%)     | 85 (1,4%)     |
| Азијати           | 26 (0,4%)     | 50 (0,8%)     |
| Хиспаноамериканци | 2.911 (50,3%) | 3.022 (51,2%) |
| Укупно            | 5.786         | 5.905         |